# Anouk Nieuwenweg
Anouk Nieuwenweg (* 20. August 1996 in Emmen) ist eine niederländische Handballspielerin, die für den spanischen Erstligisten Club Balonmano Atlético Guardés aufläuft.

## Karriere
Im Verein
Nieuwenweg begann im Alter von vier Jahren das Handballspielen in ihrem Geburtsort bei E&O. Dort gab sie im Alter von 13 Jahren ihr Debüt in der höchsten niederländischen Spielklasse. Als 14-Jährige sammelte die Linkshänderin Spielpraxis im EHF-Europapokal der Pokalsieger 2010/11. Im Rückspiel gegen die kroatische Mannschaft RK Lokomotiva Zagreb erzielte sie einen Treffer.
Nieuwenweg wechselte im Sommer 2015 zum deutschen Bundesligisten HSG Bad Wildungen. Nach vier Jahren in Bad Wildungen suchte die Rückraumspielerin eine neue Herausforderung und schloss sich dem französischen Erstligisten Chambray Touraine Handball an. Bis zum coronabedingten Saisonabbruch erzielte sie 74 Treffer in der höchsten französischen Spielklasse. Im Sommer 2020 kehrte sie wieder in die Bundesliga zurück und unterschrieb einen Vertrag beim Thüringer HC. Im Oktober 2020 wechselte sie zum Ligakonkurrenten Sport-Union Neckarsulm, um dort mehr Spielanteile zu erhalten. Im Dezember 2021 kehrte sie zur HSG Bad Wildungen zurück. Im Sommer 2024 schloss sie sich dem polnischen Erstligisten MKS Lublin an. Zur Saison 2025/26 wechselte sie zum spanischen Erstligisten Club Balonmano Atlético Guardés.
In der Nationalmannschaft
Nieuwenweg lief anfangs für die niederländische Jugend- sowie für die Juniorinnennationalmannschaft auf. Mit diesen Auswahlmannschaften nahm sie an der U-17-Europameisterschaft 2011, an der U-17-Europameisterschaft 2013, an der U-20-Weltmeisterschaft 2014 und an der U-20-Weltmeisterschaft 2016 teil. Nieuwenweg gab am 17. März 2017 ihr Debüt für die niederländische A-Nationalmannschaft.